# Nuapuli
Nuapuli ist eine kleine unbewohnte Insel in der tonganischen Inselgruppe Vavaʻu.

## Geographie
Nuapuli ist ein Motu im Ava Pulepulekai Channel, tief im Herzen von Vavaʻu. Die Insel liegt nördlich von ʻUtungake und am Eingang zum Mount Talau-Nationalpark in der Bucht bei Vaimalo.  Am Nordende der Bucht liegt das Eiland Kolotahi.

## Klima
Das Klima ist tropisch heiß, wird jedoch von ständig wehenden Winden gemäßigt. Ebenso wie die anderen Inseln der Vavaʻu-Gruppe wird Nuapuli gelegentlich von Zyklonen heimgesucht.